# Павлов, Чингис Ефимович
Чинги́с Ефи́мович Па́влов (1928—1980) — бурятский советский композитор, педагог, общественный деятель.

## Биография
Родился 29 декабря 1928 года в улусе Бохан, Бурят-Монгольская АССР (ныне райцентр Усть-Ордынского Бурятского округа Иркутской области). Младший брат Народного художника Бурятской АССР и Заслуженного деятеля искусств РСФСР Георгия Павлова. Учился в Уральской консерватории в классе профессора В. И. Щёлокова, где получил оркестровое и композиторское образование.
В 1954 году после окончания консерватории был направлен в оркестр Бурятского театра оперы и балета. В 1955 году стал музыкальным руководителем и дирижёром Государственного ансамбля песни и танца «Байкал».
Помимо музыкального творчества Чингис Павлов занимался преподавательской и широкой общественной деятельностью: является основателем (1967 год), совместно с А. Зонхоевым и С. Балдаевым, оркестра бурятских народных инструментов Гостелерадио Бурятии, был первым худруком и дирижёром коллектива; Павловым было основано музыкальное отделение педучилища № 1, детский духовой оркестр в школе-интернате № 1; при его участии создан детский ансамбль песни и танца «Наран»; Чингис Ефимович вёл уроки пения в начальных классах общеобразовательной школы, проводил открытые уроки на учительских семинарах; пропагандировал музыку бурятских композиторов в гастрольных турах по Союзу и за рубежом.
Чингис Павлов — создатель оркестровых произведений, вошедших в репертуар оркестра бурятских народных инструментов, — «Ёхор», «Танец девушек», «На берегу Онона», «Рыбаки Байкала» и др., создатель музыки популярных песен, ставших народными — «Адуушанай дуун» (Песня табунщика), «Эхэ нютаг тухай дуун» (Родная сторона), «Сэндэма» и многие другие. Музыкально-поэтическое произведение «Улан-Удэ», созданное Павловым совместно с поэтом Даши Дамбаевым является официальным гимном столицы Бурятии города Улан-Удэ.
Умер в 1980 году в Улан-Удэ. В 1998 году оркестру бурятских народных инструментов, одним из создателей которого был Чингис Павлов, присвоено имя композитора.